# یوری فدینسکی
یوری فدینسکی (انگلیسی: Yuriy Fedynsky؛ زادهٔ ۱ ژانویهٔ ۱۹۷۵) آهنگساز، و سازنده ساز موسیقی اهل ایالات متحده آمریکا است.